# Ibema
Ibema é um município brasileiro situado no Oeste do estado do Paraná. Sua Área é de 145,446 km², e sua população estimada pelo IBGE em 2021 era de 6.387 habitantes.
Na década de 1950 o Grupo Camargo instalou a Serraria Formiga, na Linha Formiga. Este grupo era proprietário de grande área de terras cobertas com mata densa de pinheiros. Mais tarde, por volta de 1962 chegou a Empresa Ibema, que comprou cerca de 40 alqueires do Grupo Camargo, às margens da estratégica, hoje BR 277, que em seguida instalou a Serraria IBEMA INDUSTRIA BRASILEIRA DE MADEIRAS S/A.
Nas proximidades da Serraria Ibema o Grupo Camargo planejava formar uma vila que se chamaria “Camargópolis”.  Com a venda de mais uma parte de suas terras para a família Sbaraini, a ideia da vila foi retardada e então a Vila Camargópolis passou a chamar-se IBEMA, em função da Serraria às margens da Estrada Estratégica.
Mais tarde, por volta de 1966, a Serraria IBEMA adquiriu área onde estava instalada a Serraria Formiga, passando então a ser a Empresa de maior destaque. No entanto o desbravador daquilo que hoje é IBEMA Foi o Grupo Camargo, na Liderança do Senhor Francisco Natel de Camargo a partir do ano de 1956.
A estrutura, formada pela empresa IBEMA INDÚSTRIA BRASILEIRA DE MADEIRAS S/A, criou um núcleo residencial a sua volta, que naturalmente sofreu um processo evolutivo de crescimento.  Algumas atividades econômicas básicas foram-se implantando no então povoado.
A diretoria da IBEMA, sentindo as necessidades mais imediatas, criou uma pequena infra-estrutura básica, a qual contribuiu para aumentar o fluxo de pessoas.
Em  conseqüência  dessa  evolução,  rápida  por  sinal,  quatro  anos mais tarde o povoado veio a constituir-se no então Distrito de Ibema.
Pela Lei nº 5358, de 24 de junho de 1966, foi criado o  Distrito Administrativo de Ibema. No dia 12 de Junho de 1989, através da Lei Estadual nº  9007, foi  criado o município  de  Ibema, com  território  desmembrado  do município de Catanduvas. A instalação ocorreu no dia 1 de janeiro de 1990 e sua primeira lei municipal tratando da organização administrativa da prefeitura municipal ocorreu no dia 16 de janeiro de 1990, Lei nº 001/90.
O município possui uma área territorial de 140 quilômetros quadrados, pertence fisicamente a Microrregião 288 Extremo Oeste Paranaense e tem como limites geográficos, os municípios de Catanduvas, Guaraniaçu e Campo Bonito.
A economia do Município tem como base a atividade primária (agricultura e pecuária), onde as terras são de boa fertilidade, razão pela qual a concentração agrícola está voltada para a soja, arroz, feijão, trigo, milho, algodão e fumo. Também merece destaque a produção extrativa vegetal, ora em processo de extinção.
O setor industrial é caracterizado por  indústria de beneficiamento de madeira e suas derivações (móveis, compensados, papel, etc), indústria frigorífica (planta de abate, processamento e armazenagem) e indústria têxtil (transformação de tecido em peças de roupa).
O setor terciário (comércio e serviço) em conseqüência, não dispõe de maior representatividade, concentrando no comércio de cereais, insumos agropecuários, lojas de secos e molhados.

Assim sendo, as atividades econômicas do município estão voltadas à agricultura, pecuária, produção extrativa vegetal e algumas indústrias de transformação.